# Toni Lee Larsen
Toni Lee Larsen (født i 1967) er en dansk forretningskvinde. Fra 2002-2019 var hun direktør for Vejle Musikteater.
Toni Lee Larsen var fra 1990 til 2000 ansat på Ditas a/s som bl.a. projektleder.
Musikteatret har ca. 60 ansatte, og ejes af Vejle Kommune.
Toni Lee Larsen har desuden siddet i bestyrelsen for Danmarks Underholdningsorkester og Hornstrup Kursuscenter og har tidligere været formand for markedsføringsindsatsen i brancheforeningen Danske koncert- og kulturhuse, samt medlem af tradeboardet Dansk Live (spillesteder og festivaler) og DKK (Danske Koncert- og kulturhuse) og siddet i tænketanken på Nørrebro Teater.